# Diacanthous
Diacanthous là một chi bọ cánh cứng trong họ 
Elateridae.
Chi này được miêu tả khoa học năm 1905 bởi Reitter.

## Các loài
Các loài trong chi này gồm:
- Diacanthous ainu (Miwa, 1928)
- Diacanthous amurensis Platia & Gudenzi, 1999
- Diacanthous antennatus (Kishii, 1957)
- Diacanthous dshesynensis Cherepanov, 1957
- Diacanthous ontakeanus (Kishii, 1969)
- Diacanthous undosus (Lewis, 1894)
- Diacanthous undulatus (DeGeer, 1774)